# كاتو الأكبر
ماركوس بورسيوس كاتو أو كاتو الأكبر (تفريقاً له عن حفيده كاتو الأصغر) أو كاتو الحكيم أو كاتو الرقيب هو سياسي عاش في روما القديمة، اشتهر بسياسته المحافظة ومعارضته الشديدة للهلينيَّة.
يعود أصل كاتو الأكبر إلى عائلة من البليبس (العامة) التي لم تكن معروفةً إلا بخدمتها في الجيش الروماني، عوضاً عن شغلها لأية وظائف مدنيَّة عالية السُّمعة كما فعل هو. كان قد رُبِّي كأجداده اللاتينيين على الزراعة، وهي المهنة التي كان يزاولها خارج أوقات الخدمة العسكرية. لكن حصل وأن لفت نظر قنصل روماني يُدعَى لوسيوس فالريوس فلاكوس، فعمل هذا القنصل على إحضاره إلى روما، ومن هناك تمكَّن كاتو من دخول هرم المناصب الروماني والنجاح بصعوده: أطربون عسكري (214 ق م)، كويستور (204 ق م)، إيديل (199 ق م)، بريتور (198 ق م) حيث استعمل سلطته لنفي مرابين من سردينيا، قنصل (195 ق م) حيث أصبح زميلاً لمن أدخله المؤسسة السياسية كلها، وأخيراً رقيب (184 ق م) حيث بدأ بالكفاح للحفاظ على موس مايوروم (التقاليد القديمة) ومحاربة تأثيرات الحضارة الهلينية.

## روابط خارجية
- كاتو الأكبر على موقع الموسوعة البريطانية (الإنجليزية)
- كاتو الأكبر على موقع إن إن دي بي (الإنجليزية)
- كاتو الأكبر على موقع ديسكوغز (الإنجليزية)